# Gheorghe Briceag (general)

Generalul Gheorghe Briceag.

Gheorghe Briceag (n. 20 aprilie 1927 loc. Stolnici, jud. Argeș; d. 20 septembrie 1988, București) a fost un general român. 

## Studii
Școala de Educatori Politici a M.A.I. (1949 - 1950), Academia Militară Politică (1951 - 1953) și Academia M.A.I. Felix Drezjinski (1957 - 1961)

## Grade
- locotenent - martie 1950,
- căpitan - 1953,
- maior - 1955,
- colonel - 1962,
- general maior - 1967,
- în rezervă - 1988.

## Funcții
- 1950 - 1951 - Locțiitor politic de batalion
- noiembrie 1953 - august 1956 - comandantul Regimentului 1 Securitate.
- august - decembrie 1956 - șef Serviciul Politic al Direcției Trupelor Operative și de Pază,
- ianuarie - noiembrie 1957 - șef Secție Cadre în Direcția Generală a Trupelor M.A.I.,
- decembrie 1961 - septembrie 1969 - comandant al Trupelor de Pază,
- septembrie 1969 - ianuarie 1971 - comandant al Trupelor de Securitate
- ianuarie 1971 - martie 1975 - primlocțiitor al comandantului Trupelor de Securitate
- martie 1975 - 1985 - Comandant al Trupelor de Pompieri
- 1985 - 1988 - comandant al Clubului Sportiv Dinamo București.

## Distincții
- Medalia „40 de ani de la înființarea Partidului Comunist din Romînia” (6 mai 1961) „pentru merite în activitatea de partid și întărirea regimului democrat-popular”[1]
- Ordinul „23 August” clasa a V-a (10 august 1964) „pentru merite deosebite în opera de construire a socialismului, cu prilejul celei de a XX-a aniversări a eliberării patriei”[2]
- Ordinul „Tudor Vladimirescu” clasa a IV-a (25 decembrie 1967) „pentru merite deosebite în opera de construire a socialismului, cu prilejul celei de-a XX-a aniversări a proclamării Republicii”[3]
- Ordinul „Apărarea Patriei” clasa a III-a (16 decembrie 1972) „pentru merite deosebite în opera de construire a socialismului, cu prilejul aniversării a 25 de ani de la proclamarea Republicii”[4]